# 이리동북초등학교
이리동북초등학교는 대한민국 전북특별자치도 익산시 영등동에 있는 공립 초등학교이다.
학생들의 잦은 요구에도 인조잔디 구장을 마련해 주지 않고있다

## 학교 연혁
- 1983년 9월 1일 이리동북국민학교 개교(16학급)(설립인가 8월 10일)
- 1984년 3월 10일 병설유치원 개원 (1학급)
- 1993년 3월 1일 특수학급 설치 (1학급)
- 1996년 3월 1일 이리동북초등학교로 개칭
- 2000년 5월 22일 강당 신축 (739.32m2)
- 2010년 4월 27일 인조잔디 운동장 조성
- 2019년 2월 14일 제35회 71명 졸업(총 7,427명 졸업생 배출)
- 2019년 3월 1일 초등학교 16학급(개별반 2학급 포함), 유치원 1학급 편성
- 2019년 3월 1일 제15대 김재근 교장 부임

## 참고 자료
- 이리동북초등학교 - 한국교육학술정보원 학교알리미